# Andj
Andj est un dieu de la 21e porte, dans le Livre des portes, que l'on retrouve dans les tombeaux de la vallée des rois.